# La Joya (Querétaro)
La Joya es una localidad ubicada en el municipio de Corregidora, en el estado de Querétaro.

## Geografía
Al sur y sureste colinda con San José de los Olvera y Club Campestre, al este y noreste con la localidad de Jardines de la Hacienda, al norte y noroeste con el municipio de Querétaro, al oeste y suroeste con varias colonias, su código postal es 76180.

## Demografía
Aunque no hay un censo que calcule la población de La Joya, se puede calcular qué la población es de 500 a 1,000 personas, tomando en cuenta la cantidad de casas y el territorio.

## Colonias
La Joya tiene solo 1 colonia:
•La Joya

## Clima
El clima varía entre los 7 a 28 grados celsius, el clima es templado subhúmedo.